# بيل روني
بيل روني (بالإنجليزية: Bill Rooney)‏ هو لاعب كرة قدم أمريكية أمريكي، ولد في 16 يوليو 1896 في أوتاوا في كندا، وتوفي في 13 يونيو 1988.

## وصلات خارجية
- بيل روني على موقع مرجع كرة القدم المحترفة.كوم (الإنجليزية)